# 第90回東京優駿
第90回東京優駿（以下、日本ダービー）は、2023年5月28日に東京競馬場で施行された競馬の競走である。タスティエーラが優勝した。
優勝騎手のダミアン・レーンは通算4度目の挑戦で初制覇となり、69年ぶりに初騎乗での同競走制覇かつ、JRA史上初となる南半球出身騎手のダービー制覇及びクラシック競走制覇を達成した。

## 出走馬の状況
京成杯勝ち馬でデビューから僅か3戦で前走の皐月賞を制覇したソールオリエンスを始め、優先出走権を持つ上位5頭が全頭出走を決めた。また、他6頭も参戦した。
また、前年のホープフルステークスを制し、ドバイのUAEダービーで2着に入ったドゥラエレーデが当初招待されていたケンタッキーダービーへの出走を取りやめ、日本ダービーへの参戦を決定した。
その他トライアル競走の青葉賞勝ち馬のスキルヴィングやプリンシパルステークスを勝ったパクスオトマニカ、及び京都新聞杯を勝ったサトノグランツ、毎日杯を勝ったシーズンリッチも参戦を決めた。

### トライアル競走の結果

#### 第83回皐月賞GI
- 中山・2000mで実施[5]。

- 5着以内に優先出走権が与えられる。

※性齢は全て3歳牡馬。
| 着順 | 人気 | 競走馬名           | 騎手       | タイム | 着差   | ダービーへの出否 |
| ---- | ---- | ------------------ | ---------- | ------ | ------ | ---------------- |
| 1着  | 2    | ソールオリエンス   | 横山武史   | 2:00.6 |        | 出走             |
| 2着  | 5    | タスティエーラ     | 松山弘平   | 2:00.8 | 1 1/4  | 出走             |
| 3着  | 1    | ファントムシーフ   | C.ルメール | 2:01.1 | 1 3/4  | 出走             |
| 4着  | 13   | メタルスピード     | 津村明秀   | 2:01.1 | アタマ | 出走             |
| 5着  | 12   | ショウナンバシット | M.デムーロ | 2:01.3 | 3/4    | 出走             |
| 6着  | 8    | シャザーン         | 岩田望来   | 2:01.3 | アタマ | 出走             |
| 7着  | 9    | トップナイフ       | 横山典弘   | 2:01.5 | 1 1/4  | 出走             |
| 8着  | 15   | ウインオーディン   | 三浦皇成   | 2:01.9 | 2 1/2  |                  |
| 9着  | 4    | フリームファクシ   | D.レーン   | 2:02.0 | 1/2    | 出走             |
| 10着 | 3    | ベラジオオペラ     | 田辺裕信   | 2:02.4 | 2 1/2  | 出走             |
| 11着 | 16   | グリューネグリーン | 石川裕紀人 | 2:02.8 | 2      | 出走             |
| 12着 | 17   | グラニット         | 嶋田純次   | 2:02.9 | 1/2    |                  |
| 13着 | 6    | タッチウッド       | 武豊       | 2:02.9 | クビ   |                  |
| 14着 | 11   | マイネルラウレア   | 戸崎圭太   | 2:02.9 | ハナ   |                  |
| 15着 | 14   | ワンダイレクト     | 藤岡佑介   | 2:03.4 | 3      |                  |
| 16着 | 18   | ラスハンメル       | 石橋脩     | 2:03.4 | クビ   |                  |
| 17着 | 7    | ホウオウビスケッツ | 横山和生   | 2:03.7 | 1 3/4  | 出走             |
| 18着 | 10   | ダノンタッチダウン | 川田将雅   | 2:06.1 | 大差   |                  |

#### 第30回テレビ東京杯青葉賞GII
- 東京・2400mで実施[6]。
- 2着以内に優先出走権が与えられる。

※性齢は全て3歳牡馬。
| 着順 | 競走馬名           | 騎手       | タイム | 着差 | ダービーへの出否 |
| ---- | ------------------ | ---------- | ------ | ---- | ---------------- |
| 1着  | スキルヴィング     | C.ルメール | 2.23.9 |      | 出走             |
| 2着  | ハーツコンチェルト | 松山弘平   | 2.24.0 | 1/2  | 出走             |
| 3着  | ティムール         | 三浦皇成   | 2.24.3 | 2    |                  |

#### プリンシパルステークスL
- 東京・2000mで実施[7]。
- 1着馬に優先出走権が与えられる。

| 着順 | 競走馬名           | 騎手     | タイム | 着差 | ダービーへの出否 |
| ---- | ------------------ | -------- | ------ | ---- | ---------------- |
| 1着  | パクスオトマニカ   | 田辺裕信 | 2:01.2 |      | 出走             |
| 2着  | アヴニールドブリエ | D.レーン | 2:01.3 | 1    |                  |
| 3着  | フォトンブルー     | 戸崎圭太 | 2:01.5 | 1    |                  |

### その他の前哨戦の結果

#### 第71回京都新聞杯GII
- 京都・2200mで実施[8]。

※性齢は全て3歳牡馬。
| 着順 | 競走馬名         | 騎手     | タイム | 着差   | ダービーへの出否 |
| ---- | ---------------- | -------- | ------ | ------ | ---------------- |
| 1着  | サトノグランツ   | 川田将雅 | 2:14.1 |        | 出走             |
| 2着  | ダノントルネード | 西村淳也 | 2:14.1 | クビ   |                  |
| 3着  | リビアングラス   | 鮫島克駿 | 2:14.1 | アタマ |                  |

#### 第70回毎日杯GIII
- 阪神・1800mで実施[9]。

※性齢は全て3歳牡馬。
| 着順 | 競走馬名           | 騎手     | タイム | 着差 | ダービーへの出否 |
| ---- | ------------------ | -------- | ------ | ---- | ---------------- |
| 1着  | シーズンリッチ     | 角田大河 | 1:46.6 |      | 出走             |
| 2着  | ノッキングポイント | 藤岡佑介 | 1:46.7 | 1/2  | 出走             |
| 3着  | ドットクルー       | 岩田望来 | 1:46.8 | 1/2  |                  |

## 出走馬・枠順
2023年5月28日 第2回東京開催12日目 第11競走
コース芝 2,400m (Cコース)
天気晴、馬場状態: 良、発走: 15時40分
※全頭とも性齢は「牡3歳」、斤量は57kg。
| 枠番 | 馬番 | 競走馬名           | 騎手                 | 騎乗回数       | 調教師     | 馬主                                  | 単勝人気 | 単勝人気 | 馬体重 [kg] |
| 枠番 | 馬番 | 競走馬名           | 騎手                 | 騎乗回数       | 調教師     | 馬主                                  | オッズ   | 人気     | 馬体重 [kg] |
| ---- | ---- | ------------------ | -------------------- | -------------- | ---------- | ------------------------------------- | -------- | -------- | ----------- |
| 1    | 1    | ベラジオオペラ     | 横山和生             | 2年連続2回目   | 上村洋行   | 林田祥来                              | 54.9     | 9        | 494         |
| 1    | 2    | スキルヴィング     | クリストフ・ルメール | 4年連続8回目   | 木村哲也   | （有）キャロットファーム              | 4.5      | 2        | 520         |
| 2    | 3    | ホウオウビスケッツ | 丸田恭介             | 初騎乗         | 奥村武     | 小笹芳央                              | 287.2    | 16       | 496         |
| 2    | 4    | トップナイフ       | 横山典弘             | 4年連続26回目  | 昆貢       | 安原浩司                              | 68.4     | 10       | 484         |
| 3    | 5    | ソールオリエンス   | 横山武史             | 3年連続4回目   | 手塚貴久   | （有）社台レースホース                | 1.8      | 1        | 460         |
| 3    | 6    | ショウナンバシット | ミルコ・デムーロ     | 9年連続11回目  | 須貝尚介   | 国本哲秀                              | 80.4     | 11       | 486         |
| 4    | 7    | フリームファクシ   | 吉田隼人             | 2年ぶり2回目   | 須貝尚介   | 金子真人ホールディングス（株）        | 88.2     | 12       | 500         |
| 4    | 8    | メタルスピード     | 津村明秀             | 3年ぶり2回目   | 斎藤誠     | Him Rock Racingホールディングス（株） | 89.7     | 13       | 506         |
| 5    | 9    | グリューネグリーン | 石川裕紀人           | 3年ぶり4回目   | 相沢郁     | 斎藤光政                              | 411.1    | 18       | 482         |
| 5    | 10   | シャザーン         | 岩田望来             | 2年連続2回目   | 友道康夫   | 金子真人ホールディングス（株）        | 24.9     | 5        | 494         |
| 6    | 11   | ハーツコンチェルト | 松山弘平             | 4年連続8回目   | 武井亮     | （株）グリーンファーム                | 25.6     | 6        | 494         |
| 6    | 12   | タスティエーラ     | ダミアン・レーン     | 2年連続4回目   | 堀宣行     | （有）キャロットファーム              | 8.3      | 4        | 478         |
| 7    | 13   | シーズンリッチ     | 戸崎圭太             | 2年ぶり9回目   | 久保田貴士 | 宇田豊                                | 143.8    | 14       | 490         |
| 7    | 14   | ファントムシーフ   | 武豊                 | 13年連続34回目 | 西村真幸   | （有）ターフ・スポート                | 6.9      | 3        | 490         |
| 7    | 15   | ノッキングポイント | 北村宏司             | 5年ぶり9回目   | 木村哲也   | （有）サンデーレーシング              | 166.8    | 15       | 488         |
| 8    | 16   | パクスオトマニカ   | 田辺裕信             | 6年連続9回目   | 久保田貴士 | 窪田芳郎                              | 322.2    | 17       | 476         |
| 8    | 17   | ドゥラエレーデ     | 坂井瑠星             | 3年ぶり2回目   | 池添学     | （株）スリーエイチレーシング          | 44.8     | 8        | 512         |
| 8    | 18   | サトノグランツ     | 川田将雅             | 13年連続17回目 | 友道康夫   | 里見治                                | 42.7     | 7        | 490         |

丸田恭介はデビュー17年目でダービー初騎乗。また、トーセントラム（美浦・小桧山悟厩舎）も登録していたが、最終的に除外された。出走した場合、鞍上には藤田菜七子が予定されていた。

## 結果・払戻金

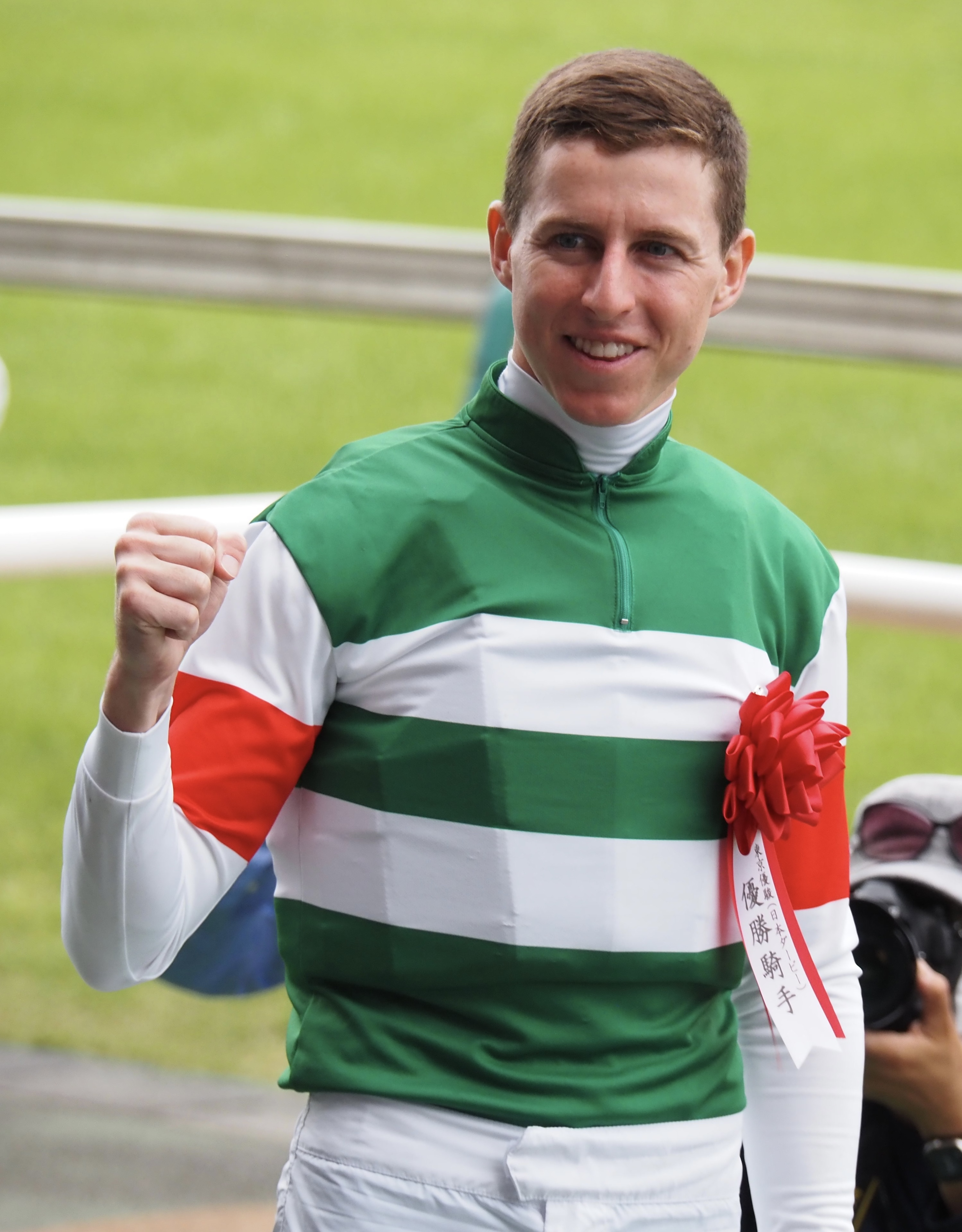
ダミアン・レーン（優勝騎手インタビューにて）

### 順位表
| 着順 | 枠番 | 馬番 | 馬名               | タイム | 上3F | 着差 （馬身） |
| ---- | ---- | ---- | ------------------ | ------ | ---- | ------------- |
| 1    | 6    | 12   | タスティエーラ     | 2:25.2 | 33.5 | ―             |
| 2    | 3    | 5    | ソールオリエンス   | 2:25.2 | 33.3 | クビ          |
| 3    | 6    | 11   | ハーツコンチェルト | 2:25.2 | 33.4 | ハナ          |
| 4    | 1    | 1    | べラジオオペラ     | 2:25.2 | 33.0 | ハナ          |
| 5    | 7    | 15   | ノッキングポイント | 2:25.4 | 33.4 | 1             |
| 6    | 2    | 3    | ホウオウビスケッツ | 2:25.4 | 34.0 | アタマ        |
| 7    | 7    | 13   | シーズンリッチ     | 2:25.6 | 34.1 | 1.1/4         |
| 8    | 7    | 14   | ファントムシーフ   | 2:25.6 | 33.5 | クビ          |
| 9    | 5    | 10   | シャザーン         | 2:25.6 | 33.2 | クビ          |
| 10   | 4    | 7    | フリームファクシ   | 2:25.7 | 33.4 | 1/2           |
| 11   | 8    | 18   | サトノグランツ     | 2:25.9 | 33.1 | 1.1/4         |
| 12   | 4    | 8    | メタルスピード     | 2:26.0 | 34.3 | クビ          |
| 13   | 8    | 16   | パクスオトマニカ   | 2:26.0 | 36.1 | クビ          |
| 14   | 2    | 4    | トップナイフ       | 2:26.2 | 33.1 | 1.1/4         |
| 15   | 5    | 9    | グリューネグリーン | 2:26.3 | 34.0 | 3/4           |
| 16   | 3    | 6    | ショウナンバシット | 2:27.1 | 34.3 | 5             |
| 17   | 1    | 2    | スキルヴィング     | 2:30.3 | 38.5 | 大差          |
| 中止 | 8    | 17   | ドゥラエレーデ     |        |      |               |

### 払戻金
|        | 馬番／枠番  | 人気 | 金額（円） |
| ------ | ----------- | ---- | ---------- |
| 単勝   | 12          | 4    | 830        |
| 複勝   | 12          | 4    | 200        |
| 複勝   | 5           | 1    | 120        |
| 複勝   | 11          | 5    | 380        |
| 枠連   | 3 - 6       | 2    | 560        |
| 馬連   | 5 - 12      | 3    | 690        |
| 馬単   | 12 → 5      | 6    | 2,330      |
| ワイド | 5 - 12      | 3    | 360        |
| ワイド | 11 - 12     | 19   | 1,970      |
| ワイド | 5 - 11      | 8    | 820        |
| 3連複  | 5 - 11 - 12 | 12   | 4,700      |
| 3連単  | 12 → 5 → 11 | 79   | 29,810     |

### データ
| 1000ｍ通過タイム    | 60.4秒（パクスオトマニカ）             |
| 上がり4ハロン       | 47.2秒                                 |
| 上がり3ハロン       | 35.3秒                                 |
| 優勝馬上がり3ハロン | 36.6秒                                 |
| 最速上がり3ハロン   | 33.1秒（サトノグランツ・トップナイフ） |

## エピソード
- 発走前の国歌独唱はミュージシャンであり米米CLUBのメインボーカルの石井竜也が担当した。また、発走のファンファーレは陸上自衛隊中央音楽隊が務めた。
- ダミアン・レーンは地元豪州のオーストラリアンダービーを2017年に制しているが、日本ダービーは前述の通り、通算4度目の挑戦で初制覇となり、1954年のゴールデンウエーブに騎乗した岩下密政以来、69年ぶりテン乗り(初騎乗)でのダービー制覇を果たした。また南半球出身者の日本ダービー制覇は初であり、短期騎手免許制度で参戦した騎手のダービー制覇は2003年のミルコ・デムーロ（ネオユニヴァース）以来20年ぶりである。
- 堀宣行調教師は2度目のダービー制覇。
- スタート直後、ドゥラエレーデは躓き騎手（坂井瑠星）を振り落として落馬、競走中止となったが、人馬と共に異常はなかった。本競走の落馬による競走中止は1993年のマルチマックスに騎乗した南井克巳以来、30年ぶりのことである。
- 同レース後、スキルヴィングはゴールを過ぎ騎手（クリストフ・ルメール）が下馬した直後に第1コーナー付近で倒れ込み、死亡した。公式発表によるとレース中に急性心不全を発症したものとされた[11][12]。
- 1着から4着まで同タイムであった。
- レース終了後の表彰式開催前に、優勝騎手・調教師および馬主関係者（2名）を乗せた馬車によるパレードが行われると発表され[13]、当日実際に執り行われた[14]。これは2023年の開催で90回目を迎える東京優駿の記念行事の一環として行われたものであり、史上初の試みであった[15]。

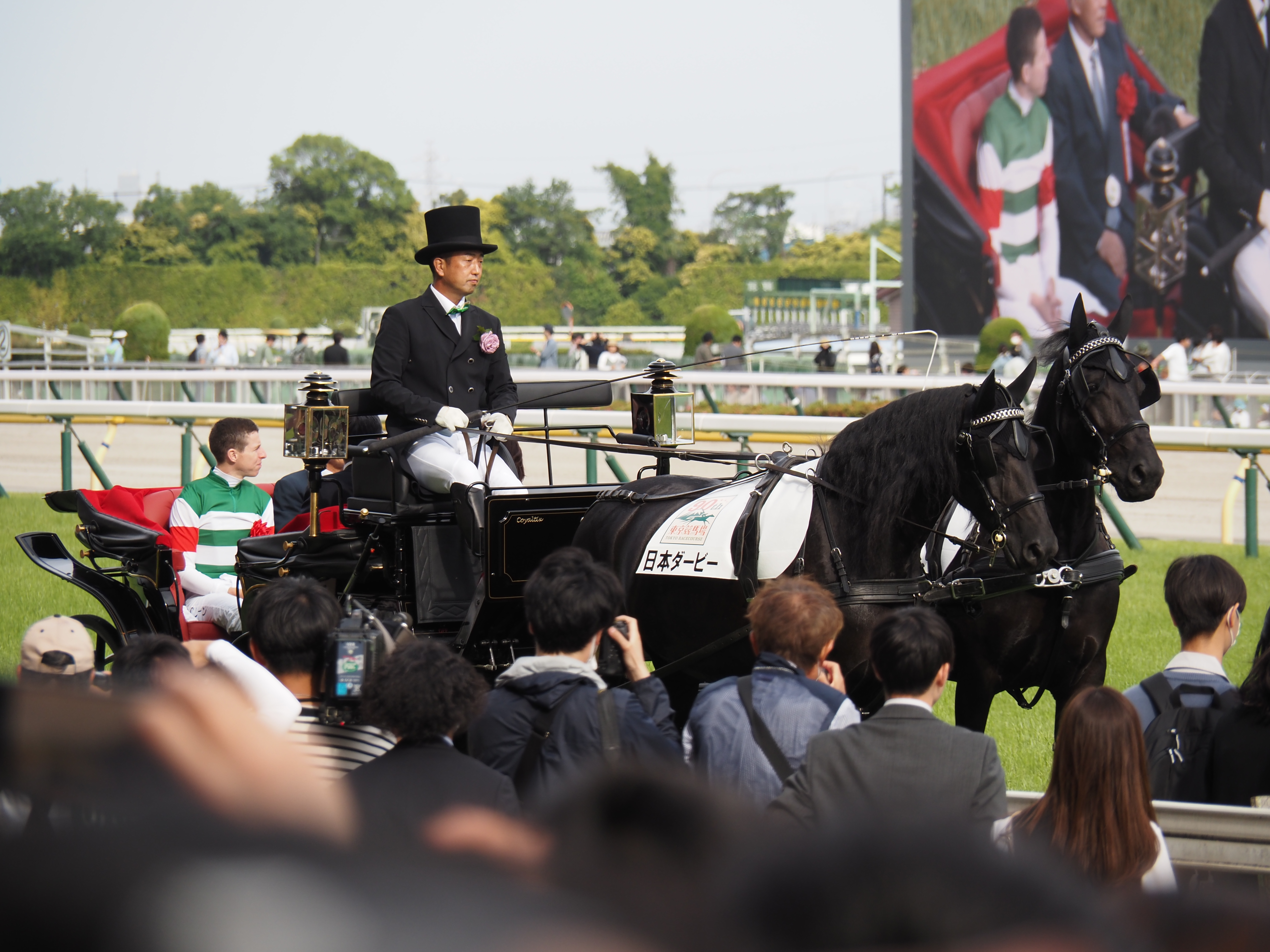
馬車にはレーン、堀、キャロットファームの代表・秋田博章などが乗車した。

## テレビ・ラジオ中継
本レースのテレビ・ラジオ放送実況担当者並びに放送体制。NHK職員の勤務局並びに民放各社社員の役職、その他出演者の肩書はレース当時のもの。
- 日本放送協会（NHK）：稲垣秀人（協会本部・メディア総局ラジオセンター、2年ぶり2回目）[16]
  - 番組司会：高木修平（広島放送局）
  - パドック実況兼勝利騎手インタビュー：小宮山晃義（協会本部・メディア総局アナウンス室）
  - 解説：鈴木康弘（日本調教師会 名誉会長）[注 2]
- ラジオNIKKEI（含・グリーンチャンネル・BS11[注 3]）：小塚歩（東京本社スポーツ情報部担当部長、4年連続4回目）[要出典]
- フジテレビ（みんなのKEIBA）：倉田大誠（編成制作局アナウンス室副部長・2年連続2回目）[要出典]
  - 解説：板津雄志（サンケイスポーツ）[要出典]
  - ゲスト解説：福永祐一（JRA調教師）[要出典]
  - パドック実況：立本信吾[要出典]
  - 番組司会：DAIGO、佐野瑞樹（アナウンス室バラエティ担当局次長）、竹俣紅[注 4][要出典]
  - スタジオ解説：井崎脩五郎、細江純子[注 2][要出典]
  - 番組内ゲスト：長澤まさみ、見上愛（俳優、2023年JRA年間プロモーションキャラクター）[注 5][要出典]
- 関西テレビ（KEIBA BEAT）[要出典]
- 番組司会：菅井友香、シャンプーハット恋さん、岡安譲
- 番組内ゲスト：シャンプーハットてつじ、山本昌
  - パドック兼競馬場リポーター：舘山聖奈（コンテンツデザイン局アナウンス部）[要出典]
- ニッポン放送（土田晃之 日曜のへそ・第2部）：清水久嗣[要出典]
- アール・エフ・ラジオ日本（ラジオ日本日曜競馬実況中継）：矢田雄二郎[要出典]
- TBSラジオ（爆笑問題の日曜サンデー「田中裕二のサンデー競馬小僧」）：小笠原亘（TBSテレビ エキスパート部次長）[要出典]
- 文化放送（鷲崎健のヒマからぼたもち『ウマ崎健』）：長谷川太[要出典]
  - レポーター：多和田弓子[要出典]
- MBSラジオ（GOGO競馬サンデー!）：来栖正之[要出典]
  - 進行：中西則善[要出典]
  - コメンテーター：丹羽崇彰（競馬ブック）、佐藤哲三[要出典]
  - アシスタント：久保恵佳、奥村麻衣子[要出典]
  - ゲスト：オーイシマサヨシ[要出典]

他局・系列局利用社局
- BSフジ（BSスーパーKEIBA）[要出典]
  - スタジオ司会:青嶋達也、小澤陽子[要出典]
  - スタジオ解説:椋木宏[要出典]
  - ゲスト:鈴木淑子[要出典]